# Monte San Valentín
Il monte San Valentín, o monte San Clemente, è la più alta montagna della Patagonia. È situato in Cile.
C'è molta confusione circa l'altezza di questa vetta. È stata originariamente stimata a 3.876 m da Nordenskjold nel 1921 ma poi è stata fissata a 4.058 m. Un gruppo francese che lo ha scalato nel 1993 ha calcolato l'altezza a 4,080 ± 20m usando un GPS. Nel 2001 un gruppo cileno lo ha misurato a 4,070 ± 40m, usando anche un GPS. Nonostante tutto, parecchie carte geografiche riportano ancora un'altezza inferiore ai 4.000 m.